# Літомишльський замок
Літомишльський замок (чеськ. Zámek v Litomyšli) — замок у місті Літомишль (Чехія). Один з найкращих зразків палацової архітектури епохи Ренесансу в Центральній та Східній Європі, визнаний у 1999 році об'єктом Світової спадщини ЮНЕСКО
У своєму нинішньому вигляді замок збудований у 1568—1581 роках за проектом Джованні Батісти Аосталлі (1510—1575) для канцлера Чеського королівства Вратислава II з Пернштейну (1530—1582). До складу замку увійшла капела Святої Моніки в стилі пізньої готики. За місцевою традицією зовнішні стіни замку розписані в техніці сграфіто.
Після Пернштейна замком по черзі володіли Траутмансдорфи (до 1753 року) і Вальдштейни-Вартенбергі. Оздоблення приміщень у XVIII—XX століттях неодноразово оновлювалося відповідно до смаків того чи іншого часу. При Траутмансдорфах так звана «Зала дзеркал» була декорована батальними полотнами на честь перемог Євгенія Савойського.
У 1796 році граф Вальдштейн наказав влаштувати при замку театральну сцену, яка збереглася до наших днів. Оздоблення театру було розроблено придворним художником Домініком Дворжаком. Ролі в театральних постановках виконували сам граф і його родичі.
У 1855 році замок був придбаний на аукціоні князями Турн-і-Таксіс, які аж до Другої світової війни лише зрідка навідувалися в Літомишль. Після війни замок був націоналізований і пристосований під Музей чеської музики. Щорічно тут проводиться оперний фестиваль. Пов'язано це з тим, що в одній з прибудов замку 2 березня 1824 року народився композитор Бедржих Сметана.

## Замок сьогодні
Замок є репрезентативною резиденцією роду Перштейн. На жаль, в замку поки тільки тринадцять кімнат і залів доступні для відвідувань, серед них бібліотека, більярдна, каплиця Святої Моніки, театральна сцена XVIII століття з унікальними декораціями, парадні зали, покої, велика їдальня, музичний салон.
У великому підвалі палацу розташована виставка робіт відомого сучасного чеського скульптора Олбрама Зоубка, який був одним з реставраторів замку (він подарував Літомишл свої твори різних років). З замкової вежі можна милуватися панорамою історичного центру Літомишл.
У замку можна побачити чимало предметів мистецтва, меблі XIX століття. Є тут і картинна галерея. У залах першого поверху представлені твори знаменитого художника бароко — Валленштейна Домініка Дворжака. В одному з салонів Літомишл створений музей історії фортепіано з експозицією рідкісних старовинних інструментів.

## Реставраційні роботи
Багато років недостатнього обслуговування привели до деградації замкових підстав, вимагаючи реабілітації і відновлення. До 1987 року, що тягнеться аж до 90-х років 20-го століття, були замінені стелі другого поверху, який знаходився в аварійному стані, проведено повне оновлення і реставрація багатих декоративних плащів замку. У відновлені взяли участь провідні чеські художники Вацлав Bostik, Станіслав Podhrázský, Зденек Palcr і Олбріх Забек. З великою увагою до оригіналу, з дотриманням технологічної дисципліни і ретельної документації, і ,особливо, з незвичайним відчуттям оригіналу — чудова творча винахідливість у відновлені і частково реконструйований сграфіто, які прикрасили фасади і блокування щитів, в тому числі недавно відремонтованому простір люнета карниза.
Першою і основною задачею при реставрації пам'яток архітектури є посилення підстав і фундаментів: перекладання існуючих і підведення нових фундаментів, влаштування обойм для посилення кладки фундаментів і зменшення тиску від будівлі на ґрунт підстави, пристрій поряд з вже існуючими різних за конструкцією пальових фундаментів і посилення підстав і фундаментів буроін'єкційними палями.
Окремий розділ технології проведення реставраційних робіт присвячений консервації і реставрації поверхні цегляної кладки, яка знаходиться під впливом агресивних зовнішніх чинників і може руйнуватися. Може відбуватися подрібнення і відколювання цегли, випадання його окремих шматків, поява тріщин, висолів на зовнішній поверхні цегли. Як правило, під впливом зовнішніх факторів руйнуються окремі цеглини: деструктуючих межі, поверхня покривається тріщинами і поглибленнями. У подібних випадках можливі два варіанти відновлення лицьової поверхні цегляної кладки: заміна зруйнованих ділянок або доповнення втрачених ділянок спеціальними розчинами. Раціональність того або іншого методу визначається в кожному конкретному випадку: якщо цегла зруйнований менше ніж наполовину углиб, доцільно доповнювати місця втрат розчином, якщо більше половини — замінювати зруйновані ділянки новою кладкою. Якщо цегла вивітрився, а розчин в швах зберігся і виступає назовні, втрачені місця також заповнюють спеціальним розчином. Доповнення цегляної кладки виконується новою цеглою, який за своїми властивостями близький до первісного. Розчин кладки також повинен наближатися за своїм складом до первісного.
За останні двадцять років в інтер'єрі замку тривали зйомки, експозицій і реставрації художніх прикрас, внутрішня установка була відновлена і збагачена. Важливим досягненням стало відновлення і адаптація частково пошкоджених будівель пивоварного заводу до житла і конференц-центру YMCA відповідно до проекту і під керівництвом архітектора Йозефа Плескота (2003—2006). В даний час реалізується проект по пожвавленню всього замкового пагорба, в тому числі суміжних будівель замку і його найближчого оточення.

## Відновлення сграфіто на фасаді замку
Замок Літомишль, побудований між 1568 і 1581 рр. Вратіславом Пернштейнським, на відміну від сусідніх господарських будівель і садових партерів, зберіг свою первісну структуру і розташування Ренесансу відносно міцно. Однак протягом століть декорація сграфіто була сильно пошкоджена (в першу чергу через незліченні пожеж) і поступово покривалася шарами штукатурки. В 19-му столітті був підвищений інтерес до цього типу орнаменту, тому знов побачити непокритий сграфіто публіка змогла в 1930-х роках. Проте, реставратор штукатурки, Антонін Похобрадскій, не був занадто скрупульозний і тільки близько тридцяти відсотків справжнього Ренесансу, написаного сграфіто, зберіглося. Подальша реставрація була виконана в 1950-х роках Мирославом Бевваром.
Первісна програма стосувалася тільки відновлення фасаду, прикрашеного сграфіто, але врешті-решт він був значно розширений, включаючи реконструкцію замку як Музей чеської музики, що вимагає великої підготовки проекту, будівельних робіт (цегляна кладка, кладка, теслярські роботи і покрівельні роботи), а також кваліфіковані ремісничі і реставраційні роботи.
Реставрація проводилася в основному чотирма першими (в той час майже забороненими) чеськими художниками — Вацлавом Боштіком, Зденєком Плаксій, Станіславом Подхрацкім і Олбрамом Зуубеком.
Концепція реставрації поєднувала в собі суворий захист, збереження і чутливу реставрацію всіх збережених розділів кам'яних елементів і орнаменту сграфіто методом штучної реконструкції неіснуючих, але надійно ідентифікованих секторів, щоб зберегти його цілком як унікальну, композиційно уніфікований твір мистецтва (процес, відомий в спадщині як «synthetic» -синтетичний).
Фасади сграфіто були повністю відкриті, а збережені ділянки були відновлені і заповнені. Були реконструйовані так звані карнизи кабета на південно-західному і південно-східному фасадах. Ця особливість, яка здається неушкодженою складової будівлі епохи Відродження, насправді являє собою сталеву конструкцію, заповнену залізобетонної оболонкою і прикрашену композиціями, в основному Станіславом Поджацкім.
Період перебування художників, Боштік, Палькра, Зуубека і Поджацкого, в Літомишлі був імпульсом для нових ідей розвитку міста в 1990-х роках. Діяльність, пов'язана з відновленням сграфіто замку Літомишль, також надихнула автора Либуше Монікова, який писав чеською та німецькою мовами, написати Die Fassade, MNOPQ, який він опублікувала в Мюнхені в 1987 році, а в 1991 році чеською мовою в Торонто.
У 1999 році замок був включений в список об'єктів Всесвітньої спадщини ЮНЕСКО.

## Галерея

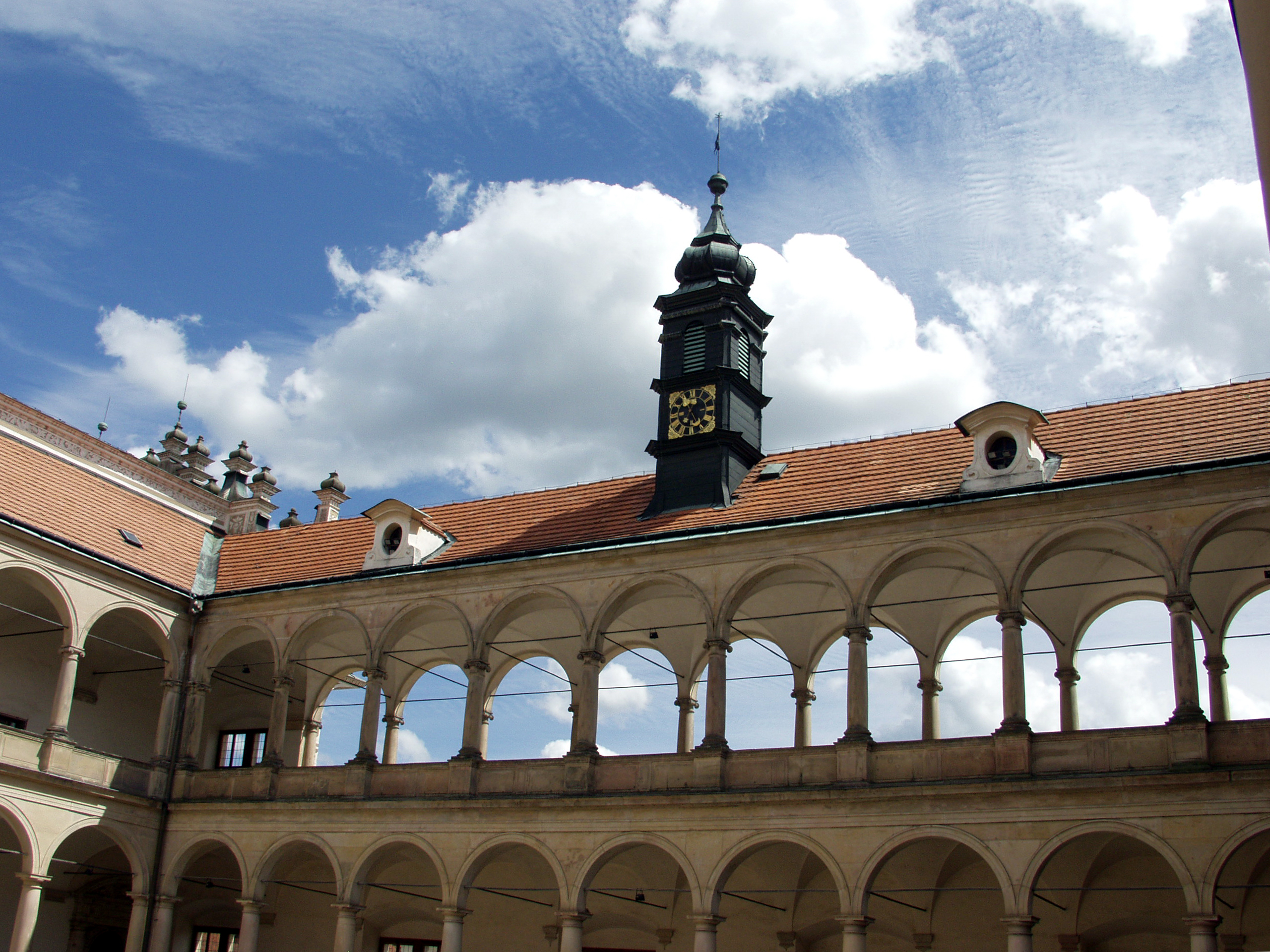
Аркада
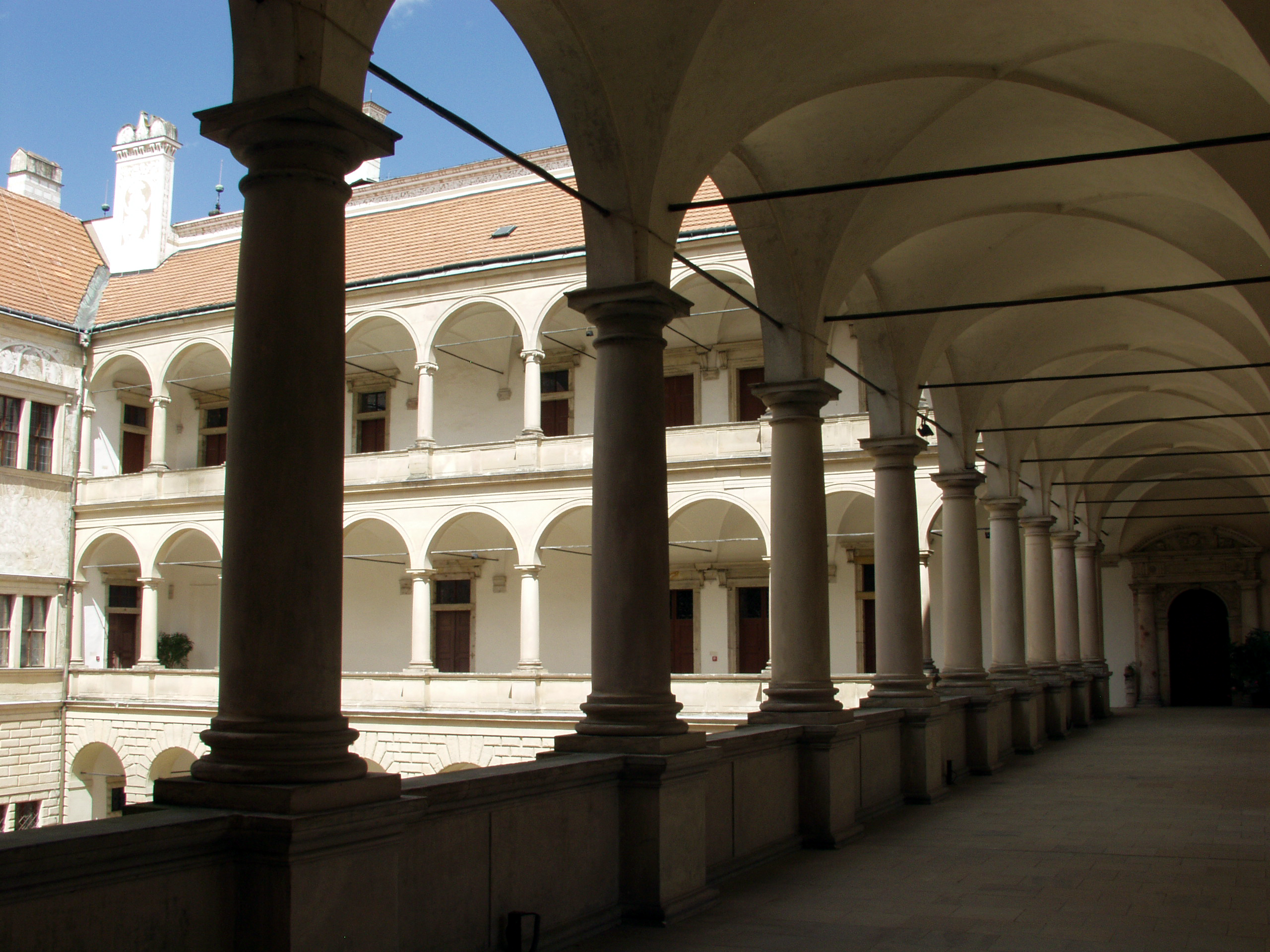
Аркада другого поверху
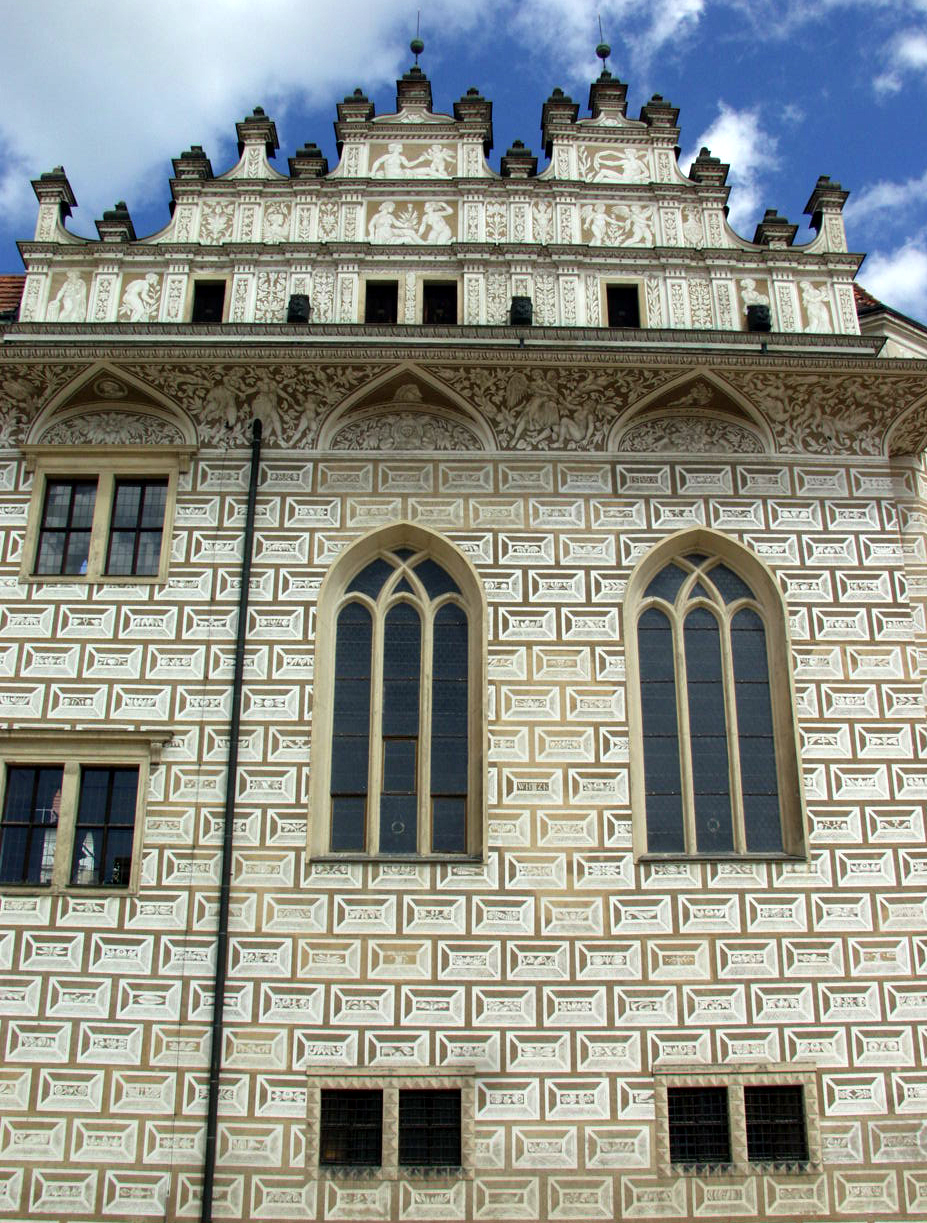
Сграфіто
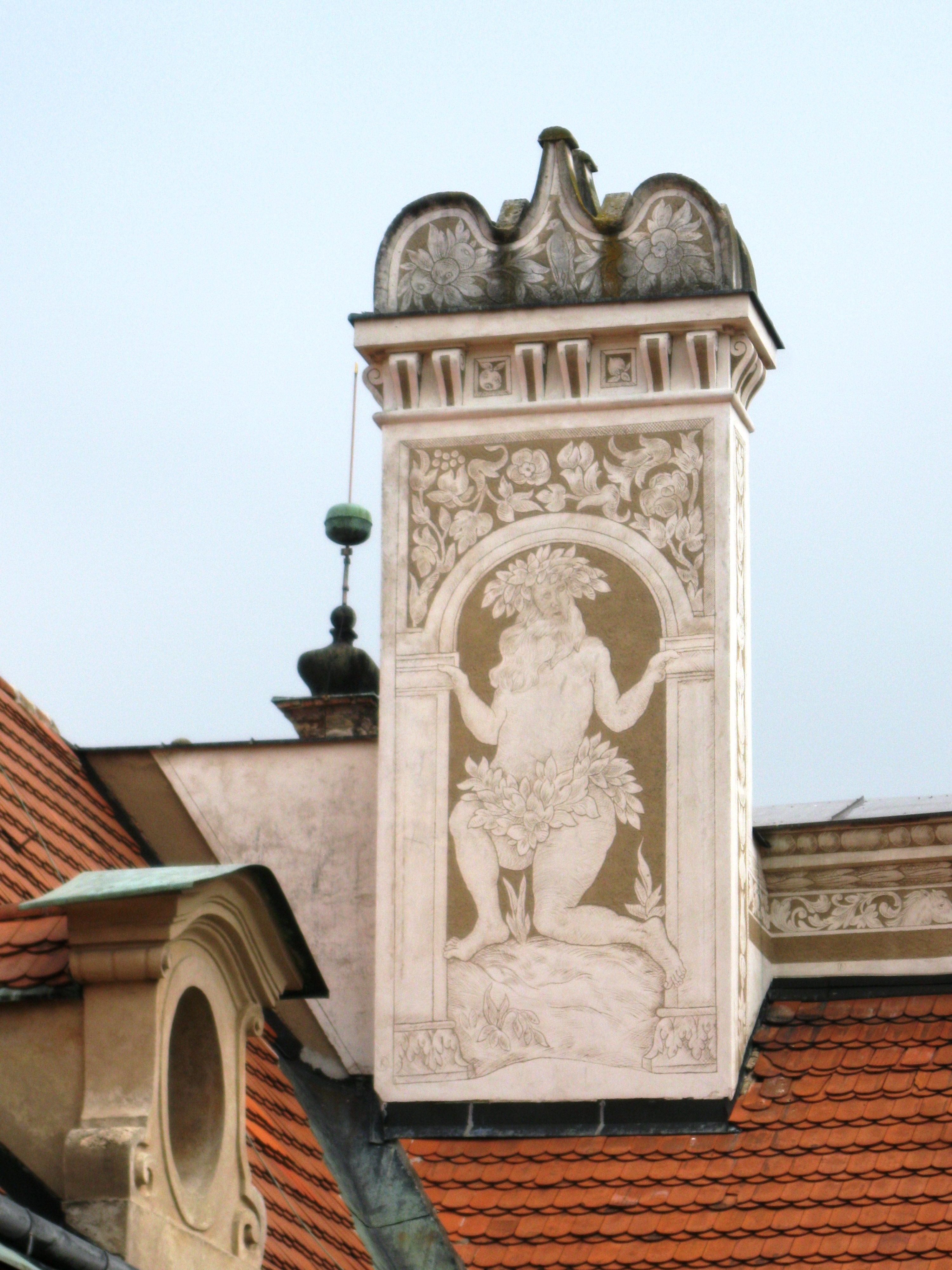
Труба каміна
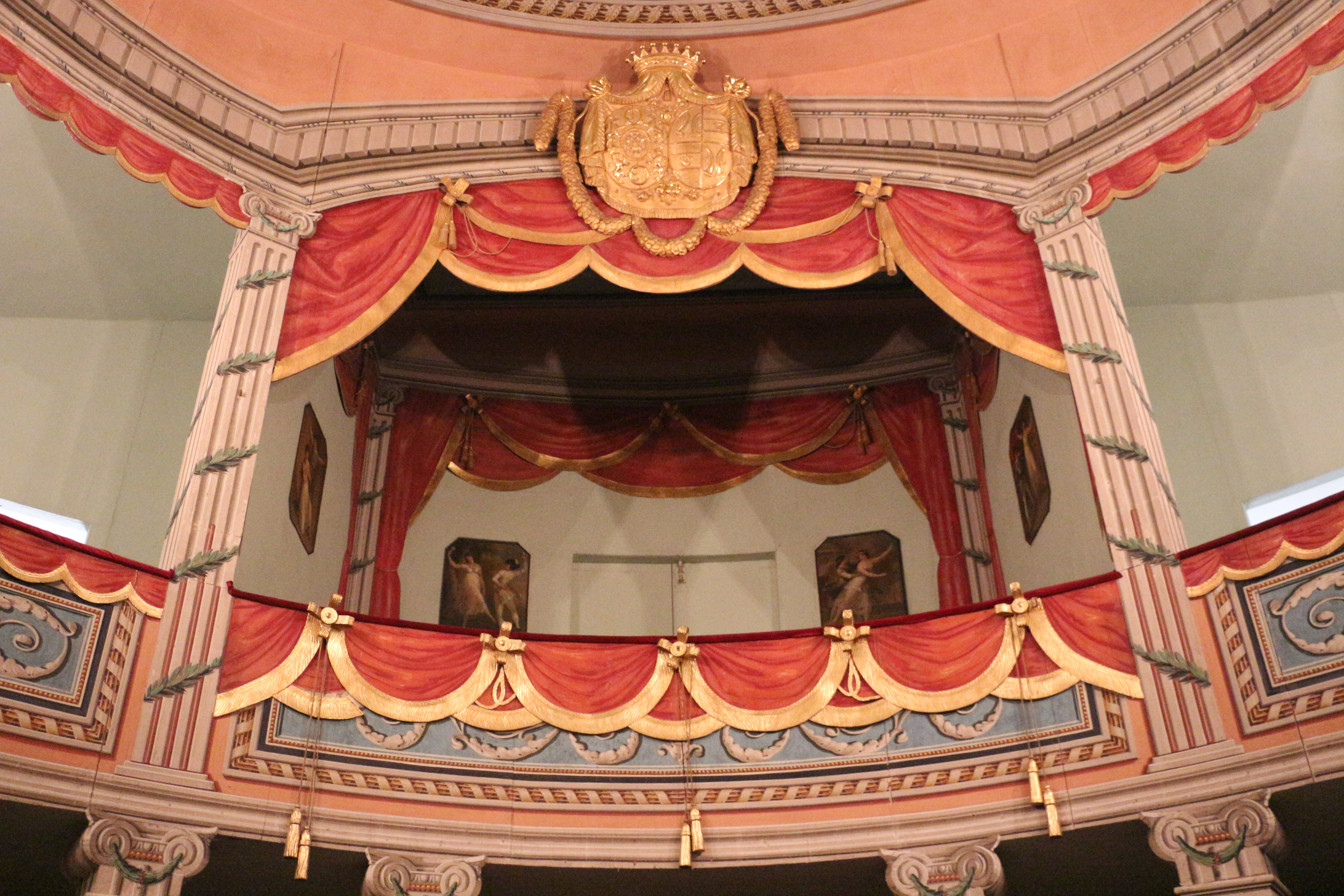
Театр замку
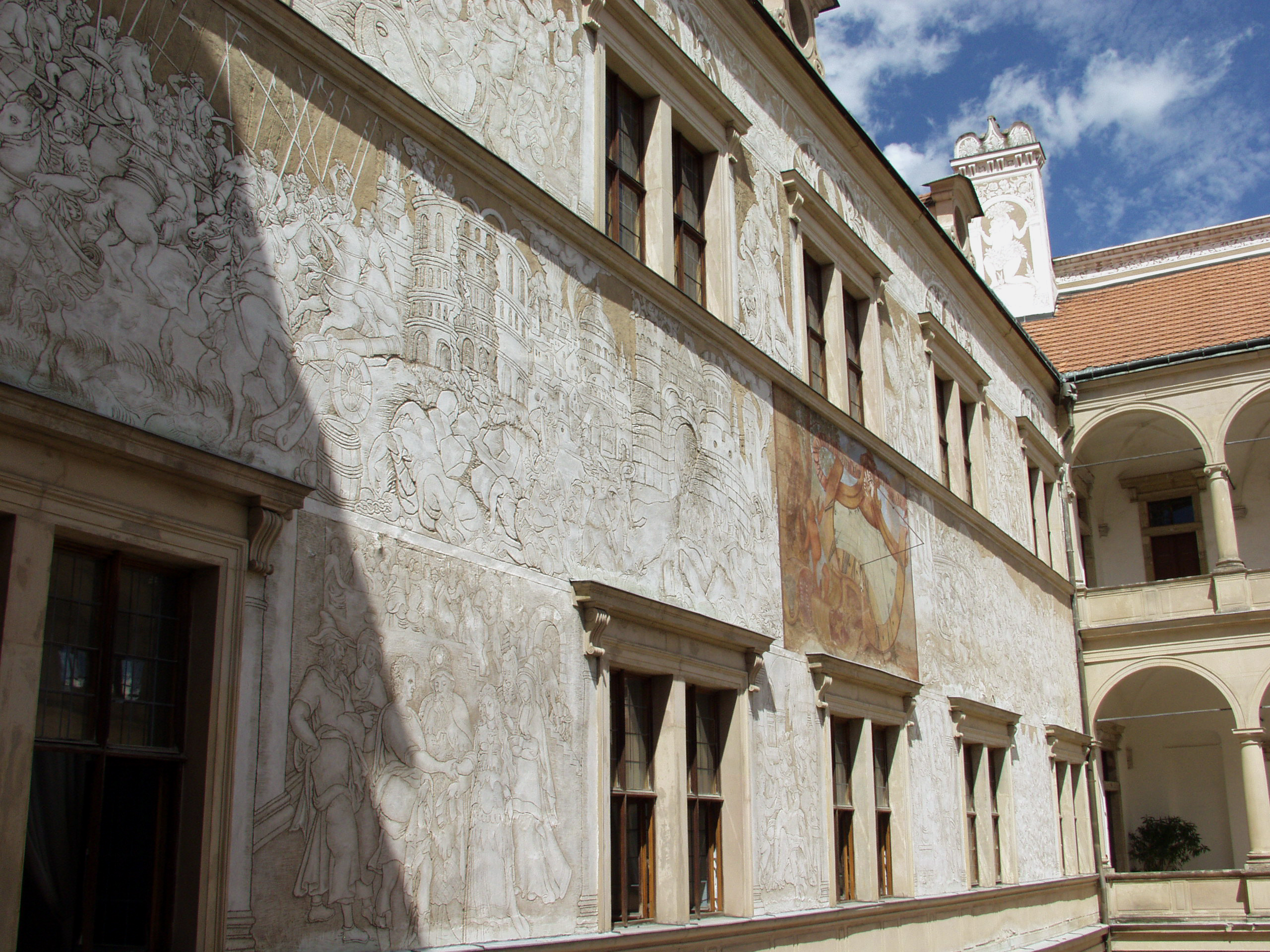
Фрески на фасаді
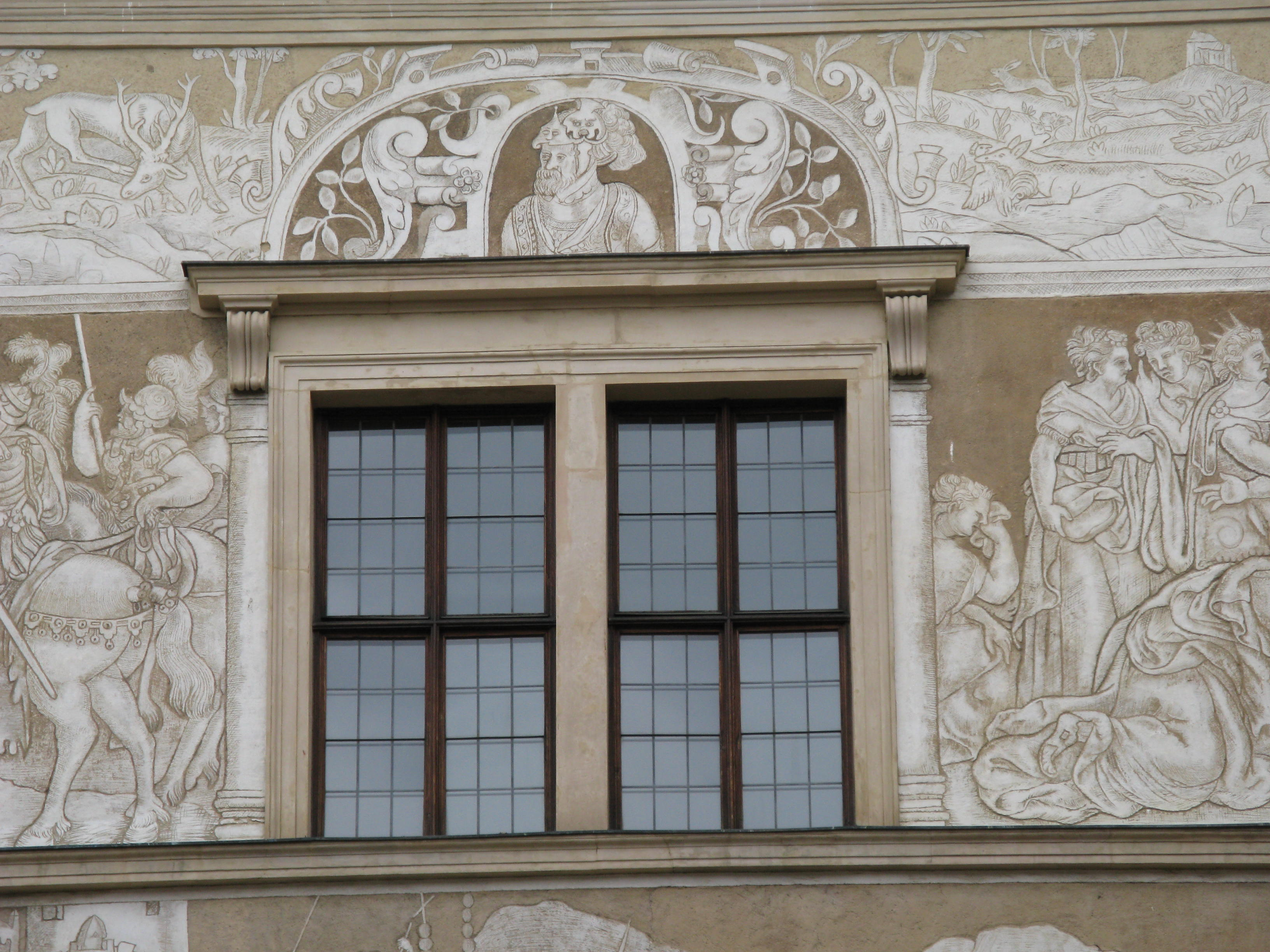
Вікно